# Antoni D'Ocon
Pour les articles homonymes, voir Ocon (homonymie).
Antoni d'Ocon, né en 1958 à Barcelone, est un réalisateur, producteur de télévision et scénariste espagnol.

## Biographie
Antoni d'Ocon est né en 1958 à Barcelone.
Il réalise son premier court-métrage à 18 ans et fonde le studio D'Ocon Films en 1976.
En 1990, Antoni D'Ocon crée, produit et réalise Les Fruittis, la première série d'animation 2D numérique fabriquée en Espagne avec le système d'animation breveté en Espagne et aux États-Unis baptisé D'Oc Animation System. La série connait un énorme succès d'audience et a été vendue dans plusieurs pays à travers le monde.
Les productions de D'Ocon Films sont diffusées sur plusieurs chaînes étrangères telles que BBC, TF1, M6, Fox Family Channel, ZDF, RTVE, Antena 3 et Rai.

## Filmographie
- 1991 : Les Fruittis
- 1992 : Chip & Charly
- 1993 : Junior le Terrible
- 1996 : Les Aventures des Pocket Dragons
- 1997 : Les Petites Sorcières
- 1998 : Dad'X
- 1999 : Capitaine Fracasse
- 2003 : Frog et Fou Furet